# Gynanisa campionea
Gynanisa campionea är en fjärilsart som beskrevs av Victor Antoine Signoret 1845. Gynanisa campionea ingår i släktet Gynanisa och familjen påfågelsspinnare. Inga underarter finns listade i Catalogue of Life.